# Marc De Meulenaere
Marc De Meulenaere (15 juli 1961) is een Belgisch dammer.

## Levensloop
Ondanks dat hij pas op 27e begon te dammen, groeide hij uit tot een van de sterkste Belgische tactische spelers. In 2001 wierp zijn trainingsarbeid eindelijk vruchten af met de Belgische titel. Het jaar hierop wist hij zijn titel te prolongeren.

## Erelijst
- Kampioen van België: 2001, 2002, 2010[1]
- Kampioen van Vlaanderen sneldammen: 1999[2]
- Kampioen van België Rapid: 2011